# Hans Willem Bentinck
Hans Willem Bentinck (Diepenheim, 20 juli 1649 – Bulstrode (Buckinghamshire), 3 december 1709), 1e graaf van Portland, was een Nederlandse generaal, diplomaat en favoriet van stadhouder-koning Willem III. Hij was de zoon van Bernard Berend Bentinck (1597-1668) en Anna van Bloemendaal (1622-1685). De Amsterdamse burgemeester Nicolaes Witsen noteerde dat de koning niets deed zonder de toestemming van Bentinck. Historicus David Onnekink betitelt Bentinck als de invloedrijkste politicus in het Engeland van Willem III.

## Biografie

### Vroege jaren
Hans Willem Bentinck kwam voort uit oude adel uit Overijssel en was de derde zoon van Bernard Bentinck. Hij kwam als page naar het hof van Willem III van Oranje in 1664. In 1672, in het Rampjaar, werd hij bevorderd tot kamerheer. In datzelfde jaar volgde ook zijn eerste militaire functie als kapitein van de cavalerie. In 1674 volgde de benoeming tot drost van Breda en tot kolonel in het leger. Een jaar later verkreeg hij ook het ambt van drost in Lingen. Ten tijde van de Hollandse Oorlog deed Bentinck enkele administratieve taken voor de stadhouder en fungeerde hij als een belangrijke boodschapper van Willem III. In deze tijd was Bentinck een belangrijk klankbord voor de jonge prins van Oranje. In 1675 werd Willem III getroffen door de pokken. Tijdens het ziektebed van de prins bleef Bentinck zestien dagen en nachten aan de zijde van de prins om voor hem te zorgen. Toen de prins aan de betere hand was keerde Bentinck terug naar huis, maar werd vervolgens zelf ziek. Hij herstelde op tijd om dat jaar Willem III nog te vergezellen op een veldtocht.
Bentinck kon in het jaar 1675 in Den Haag het landgoed Zorgvliet kopen waartoe het Catshuis behoorde. Onder zijn leiding werd er een nieuwe tuin op het landgoed aangelegd en deze werd bijvoorbeeld voorzien van een Ganymedesgrot. De prins zond hem in 1677 naar Engeland om over het huwelijk tussen hem en Maria II van Engeland, de oudste dochter van Jacobus, hertog van York, te onderhandelen. Een jaar na het huwelijk van Willem III huwde Bentinck met Anne Villiers, een hofdame van Mary Stuart. Toen Willem III in 1680 voor korte tijd naar Westfalen vertrok was Bentinck samen met Gaspar Fagel belast met het dagelijkse papierwerk van de prins.
In 1683 werd hij naar Engeland gezonden om Jacobus en Karel II van Engeland te feliciteren met de ontdekking van een aanslag tegen hen (de zogenaamde Rye House-samenzwering). Twee jaar later werd hij opnieuw naar Engeland gezonden om aan dezelfde Jacobus, die nu koning was, de hulp van de prins tegen de hertog van Monmouth aan te bieden.

### De invasie van 1688
In 1688 werd hem opgedragen, de regering van Amsterdam, onder leiding van Nicolaes Witsen, tot nog toe onhandelbaar, gunstig te stemmen voor de invasie naar Engeland, wat hem gelukte. Bovendien reisde hij naar Brandenburg om militaire steun te verwerven voor het geval de Republiek zou worden aangevallen door Frankrijk. Bentinck speelde een belangrijke rol bij de logistieke en militaire voorbereidingen van de invasie naar Engeland. Eveneens onderhield hij een geheim netwerk aan correspondenten waardoor Willem III in contact was met de Engelse oppositie. Hij vergezelde de stadhouder op zijn overtocht naar Engeland, en op diens mars van Torbay naar Londen.

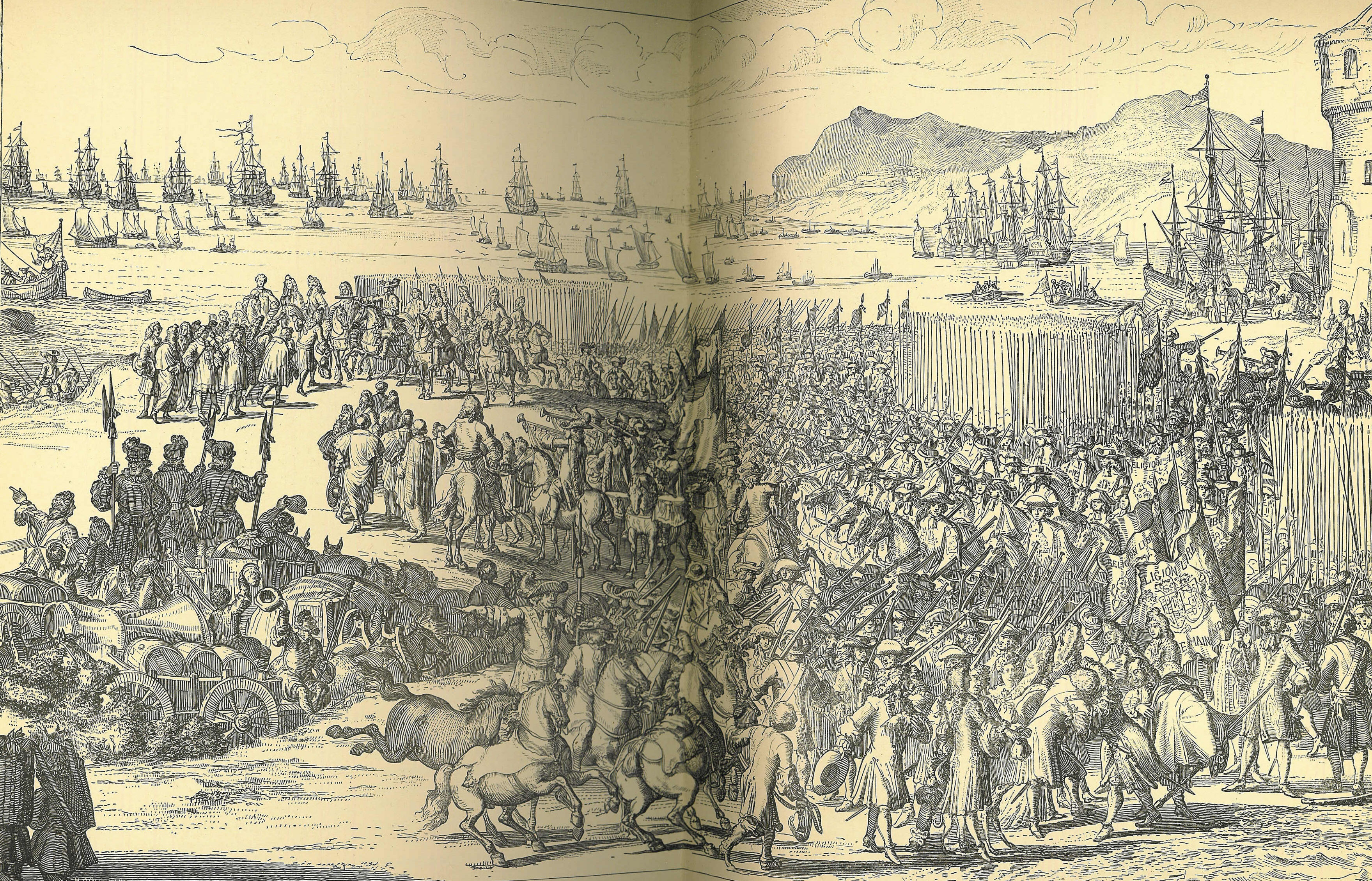
De landing van stadhouder Willem III op 15 november 1688, de dag na zijn verjaardag. Prent door Romeyn de Hooghe.

### Positie in Engeland
Toen Willem III koning van Engeland was geworden, verhief hij Bentinck tot peer van Engeland (1689) en verleende hem de Engelse titels baron Cirencester, burggraaf van Woodstock en graaf van Portland. Bovendien werd hij benoemd tot Groom of the Stole zodat hij voortdurend in de nabijheid van de koning kon zijn. Hij groeide uit tot een van zijn belangrijkste adviseurs. Bovendien speelde hij een belangrijke rol in het bestuur van Schotland, en correspondeerde hij met de Staatse generaal Godard van Reede over de te volgen strategie in de Ierse veldtocht. Vanwege zijn vermeende arrogantie en gierigheid, en omdat hij als buitenlander een zeer invloedrijke positie aan het hof had, was hij zeer impopulair onder de Engelsen. Vele schotschriften verschenen waarin een homoseksuele relatie met Willem werd gesuggereerd, maar waarin hij met name symbool stond voor de Nederlandse aanwezigheid aan het hof, die door de politieke oppositie als verdacht werd gezien. Ironisch genoeg viel hetzelfde verwijt hem te beurt in de Republiek. Toen hij in het voorjaar van 1690 naar de Staten van Holland werd gezonden, stelden de gedeputeerden van Amsterdam voor hem toegang te weigeren: Portland, als zijnde in dienst eener buitenlandsche mogendheid geen recht had zitting te nemen in de Staten van Holland als lid van de Ridderschap van Holland. Zijn tegenstanders waren burgemeester Huydecoper, Hinlopen en de pensionaris Cornelis Bors van Waveren. Amsterdam deed na aankomst van Portland pogingen om de Engelse aandelen op de beurs te laten zakken, wat mislukte. Willem III dreigde alle Nederlandse schepen die in de Britse havens lagen als prooi te beschouwen. Portland moest dit onder bedekte termen kenbaar maken op de beurs. Eind maart was het verzet van Amsterdam gebroken. Zonder verdere moeilijkheden nam Portland zitting in de Staten van Holland.

### De Negenjarige Oorlog

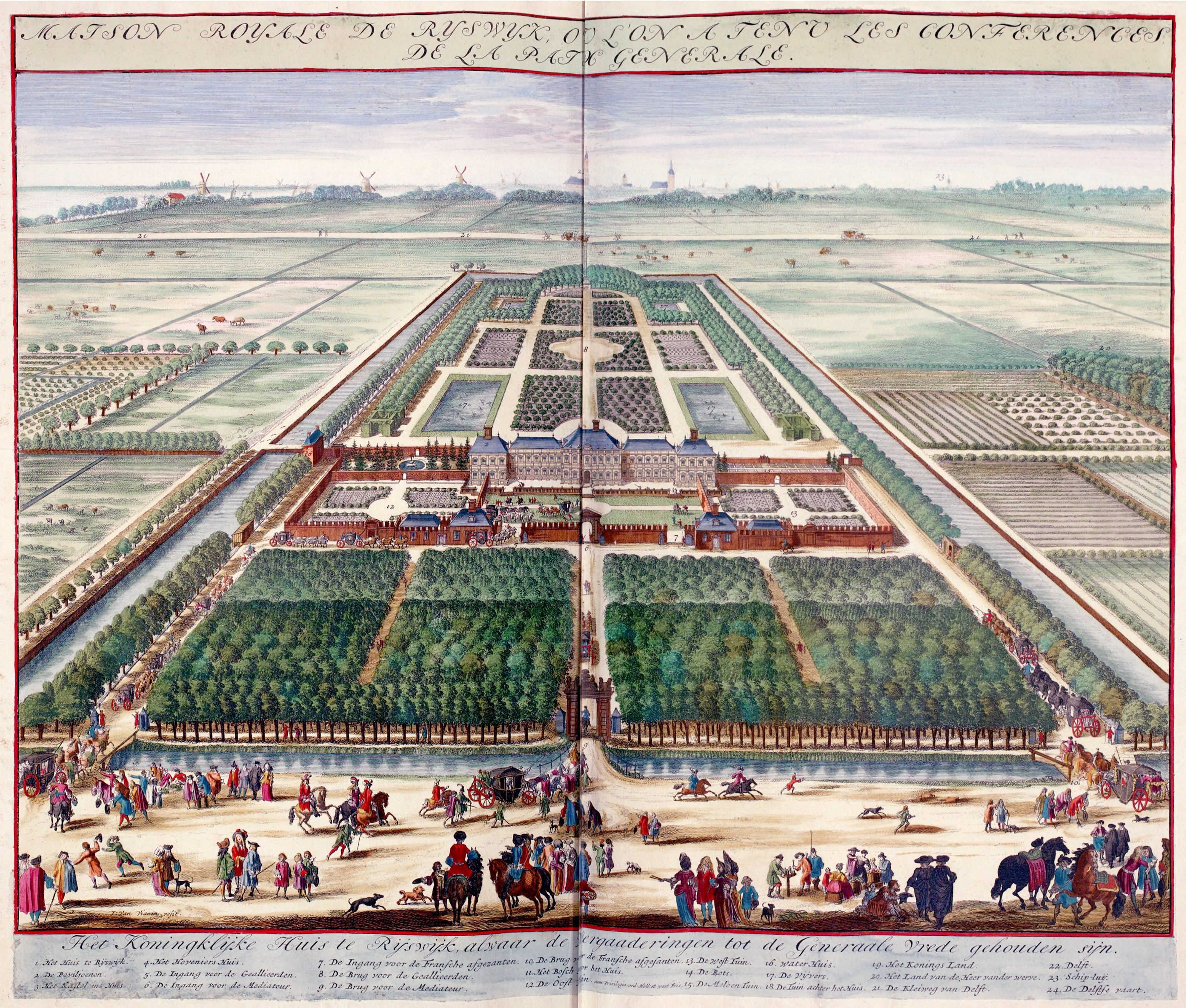
Huis ter Nieuburch, waar de Vrede van Rijswijk werd gesloten. Gravure door Pieter Schenck

Tijdens de Negenjarige Oorlog speelde Portland een belangrijke rol als liaison tussen de Republiek en Engeland om de militaire strategie en logistiek te bespreken en eventuele problemen op te lossen. Tevens werd hij gezien als patroon van de Court Whigs, een groep Engelse ministers die een pro-Nederlandse buitenlandse politiek voorstond en de koning steunde in zijn worsteling met het parlement om zijn prerogatieven veilig te stellen en fondsen te werven voor de oorlog tegen Frankrijk. Toen in 1697 de besprekingen voorafgaande aan de Vrede van Rijswijk dreigden vast te lopen, vonden enkele informele ontmoetingen plaats tussen Portland en de hertog van Boufflers, een favoriet van Lodewijk XIV om de besprekingen kort te sluiten.
In 1698 werd hij naar Frankrijk gezonden om van Lodewijk XIV gedaan te krijgen dat de onttroonde koning Jacobus van het hof verwijderd werd. Hiertoe was Lodewijk XIV echter niet bereid. Wel initieerden de Franse ministers Pomponne en Torcy besprekingen met Portland over de verdeling van het Spaanse Rijk. Carlos II dreigde kinderloos te overlijden, en de vrees ontstond dat de strijd om zijn erfenis een oorlog zou kunnen veroorzaken. In 1698 en 1700 voerde Portland vele gesprekken achter de schermen met de hertog van Tallard, resulterend in twee Spaanse Verdelingsverdragen. Afgesproken werd dat het Spaanse Rijk verdeeld zou worden onder de Beierse (alleen eerste verdrag), de Franse en de Oostenrijkse pretendenten.

### Nadagen

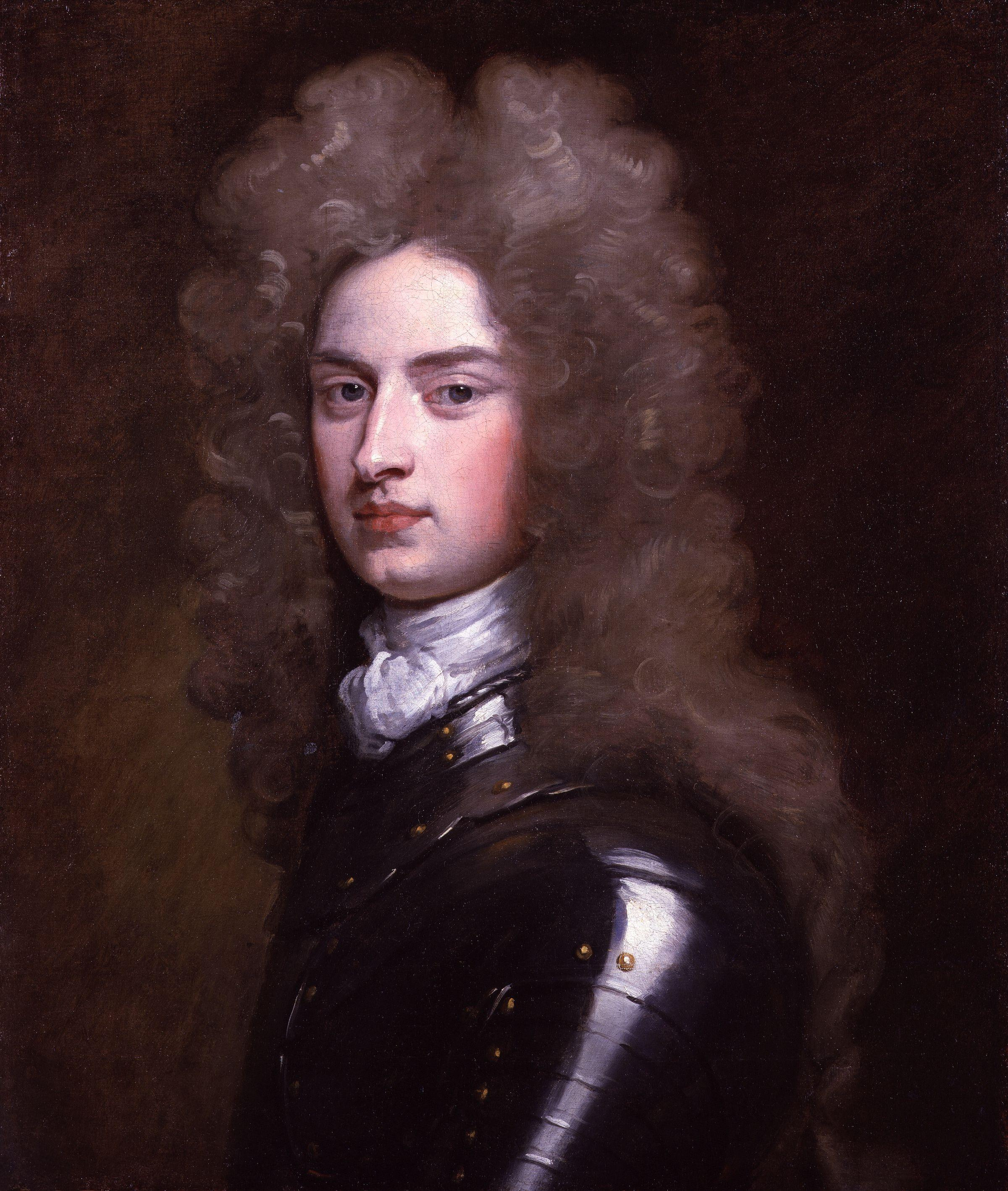
Arnold Joost van Keppel, de 1st Earl of Albemarle.

In 1699 besloot Portland de politiek de rug toe te keren. De aanleiding was een sluimerend conflict met zijn rivaal aan het hof, Arnold Joost van Keppel, die door Willem III graaf van Albemarle gemaakt was en als tweede favoriet naar voren kwam. Bovendien was de kritiek op Portland na het einde van de oorlog enorm toegenomen. Dat had ook te maken met de enorme landgoederen die Portland van de koning had gekregen in Wales, waardoor hij schamper de 'Dutch Prince of Wales' als bijnaam had gekregen. Bovendien verwierf hij enorme landgoederen in Ierland, die hij wellicht om tactische redenen op naam van zijn zoon, Henry, Lord Woodstock, liet zetten. Ironisch genoeg kwam de onvrede ten aanzien van Portland in Engeland pas tot een uitbarsting na zijn terugtrekking uit de politiek in 1701. Een parlementair onderzoek bevond hem schuldig aan hoogverraad vanwege zijn rol in de geheime onderhandelingen over de Spaanse erfenis. De twijfelachtige veroordeling van het Lagerhuis werd vernietigd door het Hogerhuis. Wel raakte hij al zijn Ierse landgoederen kwijt na een kritisch rapport van een parlementaire commissie. Hoewel Portland geen rol meer speelde in de politiek, was hij tijdens de Spaanse Successieoorlog (1702-1713) nog wel infrequent actief als liaison tussen Londen en Den Haag.
In 1709 verdeelde hij zijn bezittingen tussen zijn twee zonen. Zijn oudste zoon, Henry, volgde op in zijn titels en werd de tweede graaf van Portland. Bovendien kreeg hij al de Engelse bezittingen van zijn vader, die op het astronomische bedrag van £ 850.000 werden geschat. In 1716 zou Henry door George I van Groot-Brittannië verheven worden tot eerste hertog van Portland. De Nederlandse bezittingen, ter waarde van ongeveer £ 150.000, liet hij aan zijn zoon Willem Bentinck na. Willem Bentinck zou later adviseur van stadhouder Willem IV worden.

## Overige details
In 1690 was de graaf van Portland betrokken bij de discussie rondom Romeyn de Hooghe, verwikkeld in een schandaal betreffende een spotprent met een aantal Fransgezinde, Amsterdamse burgemeesters, twee jaar later bij de publicatie van een boek door dominee Balthasar Bekker, die zich verzette tegen hekserij. De stadhouder-koning stierf in de armen van Bentinck, in de haast opgetrommeld, of in die van zijn lijfarts Govert Bidloo. Het grafmonument van Hans Willem Bentinck in de Hervormde kerk Rhoon is ontworpen door Daniël Marot.
Hans Willem Bentinck is een van de voorvaderen van de Britse koningin Elizabeth II.

## Persoonlijkheid
Bentinck stond bekend als een zeer gelovig mens. Hij zag zich ook als een vijand van "het papisme". De Engelse bisschop Gilbert Burnet omschreef hem als "een deugdzaam en religieus mens.

## Vriendschap met Willem III

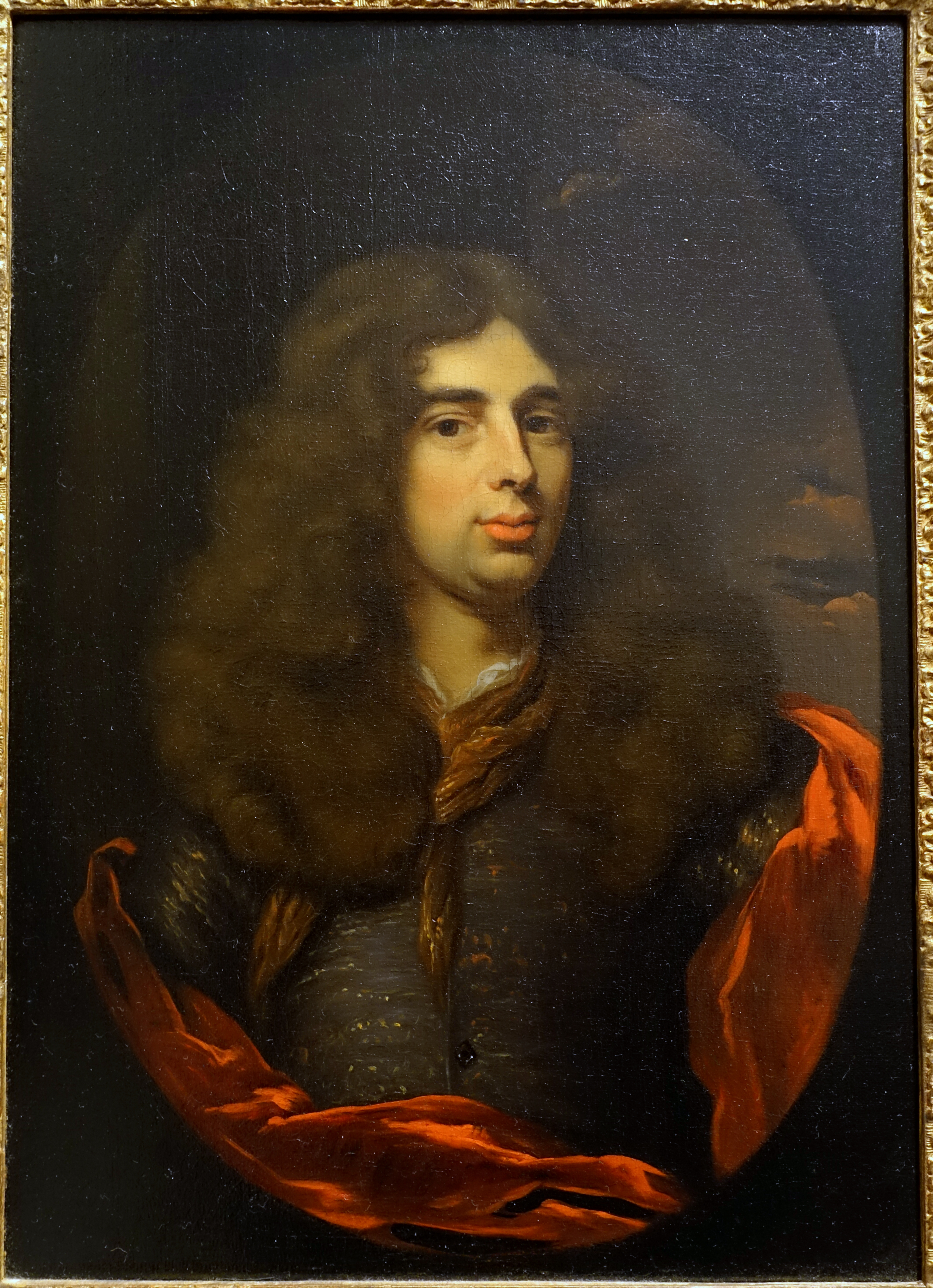
Prins Willem III van Oranje, geportretteerd door Nicolaes Maes.

De genegenheid van Willem III voor zijn hoveling Hans Willem Bentinck was al op jonge leeftijd vrij groot. In 1668 had hij de ouders van Bentinck beloofd dat hij voor de toekomst van hun zoon zorg zou dragen. Willem III ondernam de nodige activiteiten met Bentinck. Zo jaagden ze samen en deden ze ook samen het regeringswerk. In een van zijn brieven aan Bentinck tekende hij op: "Ik zou niet weten hoe ik zonder jou moet leven." Volgens de biograaf Willem III, historicus Luc Panhuysen, waren zij vrienden en broers voor elkaar, maar deze relatie was niet gestoeld op gelijkheid. Willem III was vrij bezitterig naar Bentinck toe. Bentinck beschikte over een aantal kwaliteiten die Willem III aan hem waardeerde. Hij was namelijk zwijgzaam, betrouwbaar, ambitieus en loyaal. Hij wordt ook wel gezien als de meest nabije metgezel van de stadhouder in de vele politieke omgevingen van de prins.

## Huwelijken en kinderen
Bentinck was twee maal gehuwd: eerst met Ann Villiers (ca. 1650 - 20 november 1688) uit welk huwelijk onder anderen Henry (1682-1726) werd geboren, en vervolgens met Jane Martha Temple (ca. 1672 - 20 augustus 1751) uit welk huwelijk onder anderen Willem (1704-1774) werd geboren.